# 87-93 (álbum)
87-93, también conocido como García 87/93, es un álbum recopilatorio del músico Charly García, lanzado en 1993. Fue el primer compilado que editó Sony en CD desde que Charly empezó con ellos.
Incluye temas de Parte de la religión, Como conseguir chicas, Filosofía barata y zapatos de goma, Tango y Tango 4.

## Lista de canciones
1. No Voy En Tren (3:06)
2. Fanky (4:46)
3. De Mi (2:55)
4. Me Siento Mucho Mejor (3:05)
5. Tu Amor (3:09)
6. Rap De Las Hormigas (3:15)
7. Rezo Por Vos (4:32) (García/Spinetta)
8. Filosofía Barata y Zapatos De Goma (3:58)
9. Buscando Un Símbolo De Paz (4:45)
10. Hablando A Tu Corazón (4:17)
11. Fantasy (3:03)
12. En La Ruta Del Tentempié (4:19)

- Todas las canciones pertenecen a Charly García, excepto donde se indica.

- Datos: Q2916728